# Kajakarstwo na Letnich Igrzyskach Olimpijskich 1948 – C-2 10 000 m mężczyzn
Zawody w kajakarstwie klasycznym kanadyjek (C2) na dystansie 10000 m mężczyzn na Letnich Igrzyskach Olimpijskich 1948 zostały rozegrane 11 sierpnia 1948 r. W zawodach wzięło udział 12 zawodników z 6 państw. Zawody składały się wyłącznie z finału.

## Rezultaty

### Finał
| Poz. | Zawodnik                           | Reprezentacja     | Czas      |
| ---- | ---------------------------------- | ----------------- | --------- |
|      | Stephen Lysak Stephen Macknowski   | Stany Zjednoczone | 55:55,4   |
|      | Václav Havel Jiří Pecka            | Czechosłowacja    | 57:38,5   |
|      | Georges Dransart Georges Gandil    | Kanada            | 58:00,8   |
| 4    | Karl Molnar Viktor Salmhofer       | Austria           | 58:59,3   |
| 5    | Bert Oldershaw William Stevenson   | Kanada            | 59:48,4   |
| 6    | Gunnar Johannson Werner Wettersten | Szwecja           | 1:03:34,4 |